# Lindsey Pearlman
Pour les articles homonymes, voir Pearlman.
Lindsey Erin Pearlman, née le 6 octobre 1978 et morte le 18 février 2022, est une actrice américaine connue pour ses rôles dans General Hospital et Chicago Justice.

## Biographie
Lindsey Pearlman naît le 6 octobre 1978 à Chicago, en Illinois.

### Carrière
Pearlman était membre du Second City Conservatory. Elle revient dans Chicago Justice, dans le rôle de Joy Fletcher, pour cinq épisodes. Elle a également eu des rôles d'invité sur Sneaky Pete, American Housewife, The Purge et General Hospital.
En 2021, elle est revenue en tant que Martha dans The Ms. Pat Show, et en tant que Karen dans Vicious.

### Vie privée et mort
Elle fut mariée à Vance Smith, un producteur de télévision.
Le 16 février 2022, elle est portée disparue au département de police de Los Angeles (LAPD). La police a retrouvé son corps le 18 février 2022, après avoir répondu à un appel radio pour une enquête sur un corps trouvé au coin de l’avenue Franklin et de l'avenue North Sierra Bonita. La cause du décès n'a pas été révélée, en attendant l'analyse du coroner. Il s'avère qu'elle s'est suicidée par ingestion de nitrite de sodium.